# Voyage of the Damned (película de 1976)
Voyage of the Damned (titulada El viaje de los malditos en España y Argentina y El viaje de los condenados en México y Colombia) es un largometraje británico estrenado el 22 de diciembre de 1976 (en México se estrenó el 6 de octubre de 1977). Narra una historia basada en hechos reales, el viaje emprendido por un transatlántico con un pasaje de judíos alemanes desde el puerto de Hamburgo al puerto de La Habana, Cuba, todo ello como una maniobra encubierta de propaganda y espionaje del partido nacionalsocialista alemán (NSDAP). Las escenas que representaban La Habana, fueron rodadas en Barcelona. 

## Argumento
Alemania, 1939. El Saint Louis, un transatlántico de lujo, parte del puerto de Hamburgo con 937 judíos alemanes a bordo. 
Algunos son víctimas de los primeros campos de concentración nazis, otros son profesionales de prestigio recientemente expulsados de sus puestos. Extrañamente, el gobierno nazi ha permitido su salida del país. 
El barco llega a La Habana, donde algunos de los pasajeros intentan reunirse con sus parientes en Cuba. Sin embargo, las autoridades cubanas no permiten su desembarco, pues no están autorizados a ello, los obligan a volver a Alemania mientras el resto del mundo mira hacia otro lado. La Alemania Nazi pretendía a un tiempo realizar una maniobra propagandística y pasar información a su red de espionaje en Cuba. Algunas gestiones permiten la salida de tan sólo tres pasajeros, dos niños y un adulto. El resto deberá regresar, aparentemente, a Alemania, ante la desesperación de los pasajeros, algunos de los cuales optan por el suicidio. El capitán (Max von Sydow), hombre opuesto al nazismo, tratará de buscar una solución, primero dirigiendo el barco a las aguas estadounidenses, de donde serán rechazados por los guardacostas. La última opción será una arriesgada maniobra para hacer embarrancar el barco en las costas inglesas...

## Datos de la producción
Basada en la novela homónima de Max Gordon-Witts y Gordon Thomas, que retrata un caso de responsabilidad internacional durante los primeros compases del holocausto nazi. Fue realizada por Stuart Rosenberg y contó con un amplio y lujoso reparto, incluyendo a Faye Dunaway, Oskar Werner, Max von Sydow, Lee Grant, Malcolm McDowell, Maria Schell, Ben Gazzara, José Ferrer, Orson Welles, James Mason o Fernando Rey. En el caso de Werner, El viaje de los malditos supuso la última interpretación para el cine del actor austriaco. 
Las escenas ambientadas en Cuba se filmaron en España, concretamente en Barcelona. El actor español Fernando Rey, que intervino en otras producciones en inglés en la misma época, interpreta al presidente 
cubano. El resto de los escenarios escogidos fueron St. Pancras Chambers, St. Pancras Station, (St. Pancras, Londres, Inglaterra, Reino Unido); y los EMI Elstree Studios, en Borehamwood, (Hertfordshire, Inglaterra, Reino Unido), para los interiores de estudio.

## Reparto
- Faye Dunaway...Denise Kreisler
- Oskar Werner...Profesor Egon Kreisler
- Lee Grant...Lili Rosen
- Sam Wanamaker...Carl Rosen
- Lynne Frederick...Anna Rosen
- Max von Sydow...Capitán Schroeder
- Malcolm McDowell...Max Gunter
- Helmut Griem...Otto Schiendick
- Julie Harris...Alice Fienchild
- Nehemiah Persoff...Mr. Hauser
- Maria Schell ...Mrs. Hauser
- Paul Koslo...Aaron Pozner
- Jonathan Pryce...Joseph Manasse
- Luther Adler...Profesor Weiler
- Wendy Hiller...Rebecca Weiler
- David de Keyser...Joseph Joseph
- Victor Spinetti...Dr. Erich Strauss
- Della McDermott...Julia Strauss
- Genevieve West...Sarah Strauss
- Janet Suzman...Leni Strauss
- Brian Gilbert...Laurenz Schulman
- Georgina Hale...Lotte Schulman
- Adele Strong...Mrs. Schulman
- Keith Barron...Purser Mueller
- Anthony Higgins...Marinero Heinz Berg
- Orson Welles..José Estedes
- James Mason...Dr. Juan Remos
- Katharine Ross...Mira Hauser
- Michael Constantine...Luis Clasing
- José Ferrer...Manuel Benítez
- Ben Gazzara...Morris Troper
- Fernando Rey...Presidente Bru
- Bernard Hepton...Milton Goldsmith
- Günter Meisner...Robert Hoffman, corresponsal de Der Stürmer en Cuba (como Guenter Meisner)
- Milo Sperber...Rabino
- Ian Cullen...Steinman, oficial de transmisiones por radio
- Donald Houston...Dr. Glauner
- David Daker...Primer Oficial
- Constantine Gregory...Oficial de navegación (como Constantin de Goguel)
- Don Henderson...Oficial ingeniero
- Ina Skriver...Cantante
- Marika Rivera...Madame del burdel cubano
- Frederick Jaeger...Werner Mannheim
- Denholm Elliott...Almirante Wilhelm Canaris
- Leonard Rossiter...Comandante Von Bonin
- Philip Stone...Secretario
- Luis Ciges...Secretario del Presidente Bru (sin acreditar)
- Carl Duering...Embajador alemán en Cuba (sin acreditar)
- Harry Fielder...Refugiado en el barco (sin acreditar)
- Laura Gemser...Acompañante de Estedes (sin acreditar)
- Robin Halstead...Fotógrafo de las SS (sin acreditar)
- Bernard Kaye...Práctico del puerto (sin acreditar)
- Antonio Lara...Periodista (sin acreditar)
- Tom Laughlin...Oficial ingeniero (sin acreditar)
- Gary McDermott...Koster - Helmsman (sin acreditar)
- Vikki Richards (sin acreditar)

## Premios
Premios Óscar de la Academia de Hollywood 1976 (1)
| Categoría                          | Nominado/s                  | Resultado  |
| ---------------------------------- | --------------------------- | ---------- |
| Óscar a la mejor actriz secundaria | Lee Grant                   | Nominación |
| Óscar al mejor guion adaptado      | David Butler y Steve Shagan | Nominación |
| Óscar a la mejor banda sonora      | Lalo Schifrin               | Nominación |

(1) Se corresponden con la ceremonia realizada en 1977.
Globos de Oro
La película obtuvo seis nominaciones a los Premios Globos de Oro, de los que los más destacados fueron:
| Categoría                                 | Nominado/s               | Resultado  |
| ----------------------------------------- | ------------------------ | ---------- |
| Globo de oro a la mejor película          | El viaje de los malditos | Nominación |
| Globo de oro a la mejor actriz secundaria | Katharine Ross           | Ganadora   |

## Valoraciones
En IMDb, los usuarios otorgaban a la película una valoración de 6,4 sobre 10, a fecha de noviembre de 2024.